# 元通镇 (崇州市)
元通镇，是中华人民共和国四川省成都市崇州市下辖的一个乡镇级行政单位。2019年12月，撤销公议乡，将其所属行政区域划归元通镇管辖，元通镇人民政府驻永渠北街204号。

## 行政区划
元通镇下辖以下地区：
麒麟街社区、双凤街社区、禹王村、三宝村、清溪村、通顺村、聚源村、景汇村和大罗村。